# Eucharistisches Wunder von Lanciano

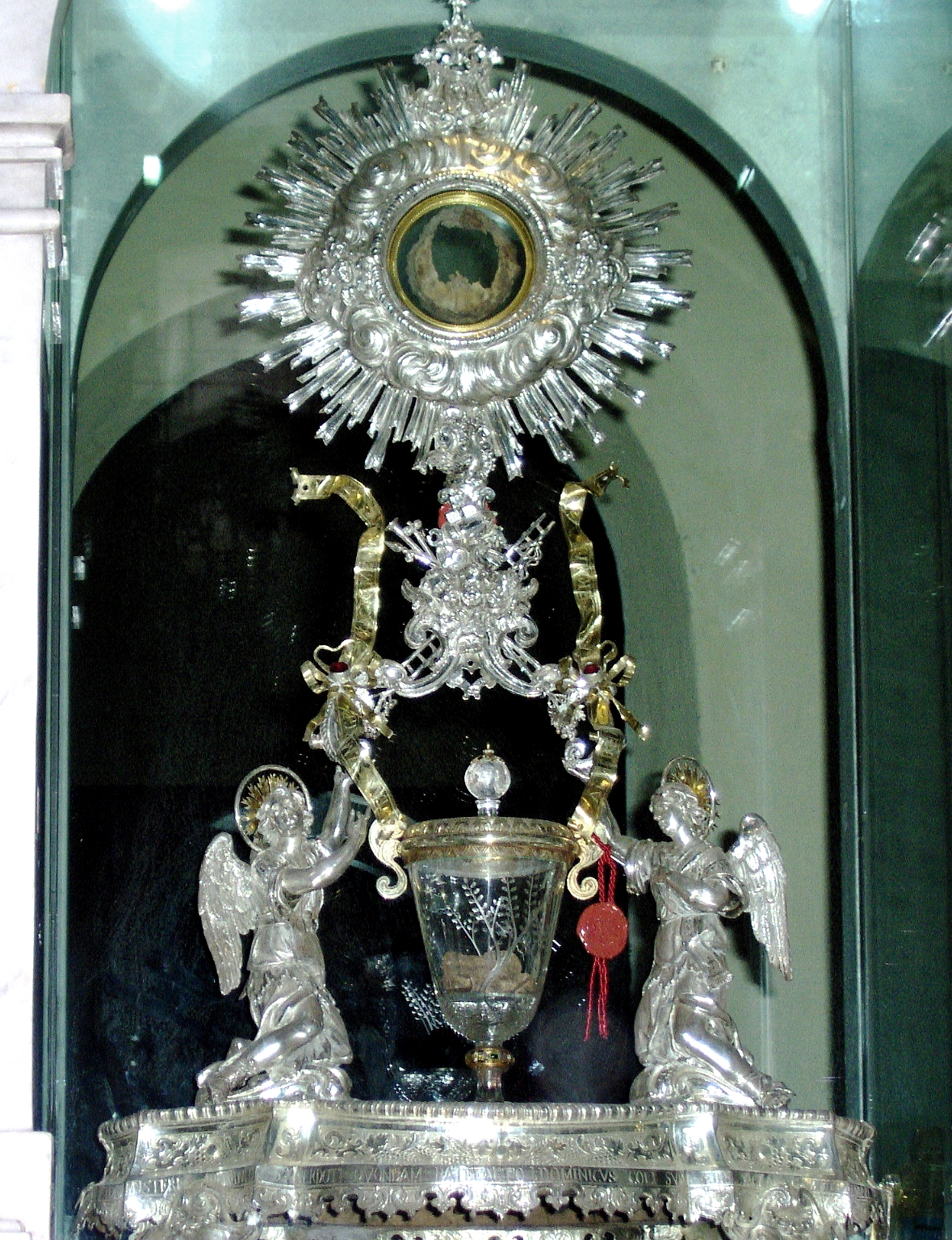
Reliquiar des eucharistischen Wunders von Lanciano

Das eucharistische Wunder von Lanciano, auch als Hostienwunder von Lanciano oder Blutwunder von Lanciano bezeichnet, soll sich im 8. Jahrhundert im italienischen Lanciano zugetragen haben. Von der römisch-katholischen Kirche wurde das legendarische Ereignis als Wunder anerkannt. 

## Vorgeschichte und Umfeld
Lanciano liegt in den Abruzzen etwa 50 km südlich der Stadt Chieti nahe der Adriaküste. Die Stadt hieß seit der Antike Anxanum und war in der Spätantike bis zur Eroberung durch die Langobarden im 6. Jahrhundert byzantinisch beherrscht. An einem Kirchlein, das am legendären Hinrichtungsort des der Überlieferung zufolge aus Lanciano stammenden hl. Longinus errichtet worden sein soll, bestand seit dieser Zeit eine kleine Gemeinschaft griechischer Mönche. Im 11. oder 12. Jahrhundert sollen sich an der Longinuskirche in dem nunmehr Lanzano genannten Ort Benediktiner angesiedelt haben, die die griechischen Mönche ablösten. Jedenfalls gehörte die Kirche gegen Ende des 12. Jahrhunderts zum Besitz der ca. 10 Kilometer entfernten Benediktinerabtei San Giovanni in Venere. Im Laufe des 13. Jahrhunderts entstand rund um die Kirche das Borgo, einer von drei mittelalterlichen Erweiterungsstadtteilen, die der Stadt ihr bis über das 17. Jahrhundert hinaus stabiles Erscheinungsbild gaben. Die Benediktiner wurden im Jahr 1229 wohl im Zusammenhang mit Parteikämpfen zwischen Papst- und Kaiseranhängern aus der Stadt vertrieben, und die mittlerweile den hll. Märtyrern Legontian und Domitian gewidmete Kirche kam in den Besitz des Bischofs von Chieti. 1252 schenkte dieser den möglicherweise erdbebengeschädigten Komplex den Franziskanern, die den Konvent neu aufbauten und 1258 über dem alten Kirchenbau eine Klosterkirche errichteten und dem hl. Franz von Assisi widmeten.
Eine in der Kirche seit unbekannter Zeit aufbewahrte Hostienreliquie soll nachweislich bereits im Jahr 1300 verehrt worden sein. Christoph Münch bringt den Beginn dieser Verehrung, die vor der Ankunft der Minderbrüder in den Quellen nicht greifbar ist, mit der Überführung der Gebeine des Apostels Thomas durch Kreuzfahrer in das wenige Kilometer entfernte Städtchen Ortona im Jahr 1258 in Verbindung, demselben Jahr, in dem auch die Franziskanerkirche in Lanciano entstand. Beide Reliquien konnten von Pilgern innerhalb kürzester Zeit nacheinander besucht werden. Einen Hinweis auf die Verbindung der beiden Kulte bietet auch die spätere Legende, die den ungläubigen Mönch, der das Eucharistiewunder erlebt, ausdrücklich mit dem Apostel Thomas vergleicht.
In das letzte Drittel des 13. Jahrhunderts fallen auch Auseinandersetzungen zwischen dominikanischen und franziskanischen Theologen über die Einzelheiten der eucharistischen Wandlungslehre. Während die Dominikaner gegenüber der Möglichkeit eucharistischer Hostien- und Blutwunder skeptisch blieben, weil sie die später kirchlich anerkannte Erklärung der Transsubstantiation als körperlich notwendigerweise unsichtbares Geschehen von Thomas von Aquin unterstützten, hielten manche franziskanische Theologen wie Wilhelm von Militona († 1260), Johannes Peckham oder Petrus Johannis Olivi, der den besonders radikalen, spiritualen Flügel der franziskanischen Bewegung vertrat, oder auch Johannes Duns Scotus solche Wunder für gut denkbar und verteidigten sie gegenüber Kritikern.
Wundertätig in Erscheinung trat die Hostienreliquie der Legende nach erstmals im Sommer 1566 während der Türkenkriege, als sie bei einem befürchteten Einfall osmanischer Truppen in die Abruzzen von einem Franziskanerbruder in Sicherheit gebracht werden sollte, dieser sie jedoch nicht von ihrem Aufbewahrungsort zu entfernen vermochte. Anschließend wurden die Reste in einem Elfenbeinkästchen verschlossen und auf dem Altar der Kirche platziert.
Nachdem die Ordensleute im Zuge der Säkularisation im Jahr 1809 vertrieben worden waren, befindet sich das Kloster heute mitsamt der Kirche, in der die Reliquien gezeigt werden, seit 1953 wiederum im Besitz des Minoritenordens.

## Das legendarische Ereignis

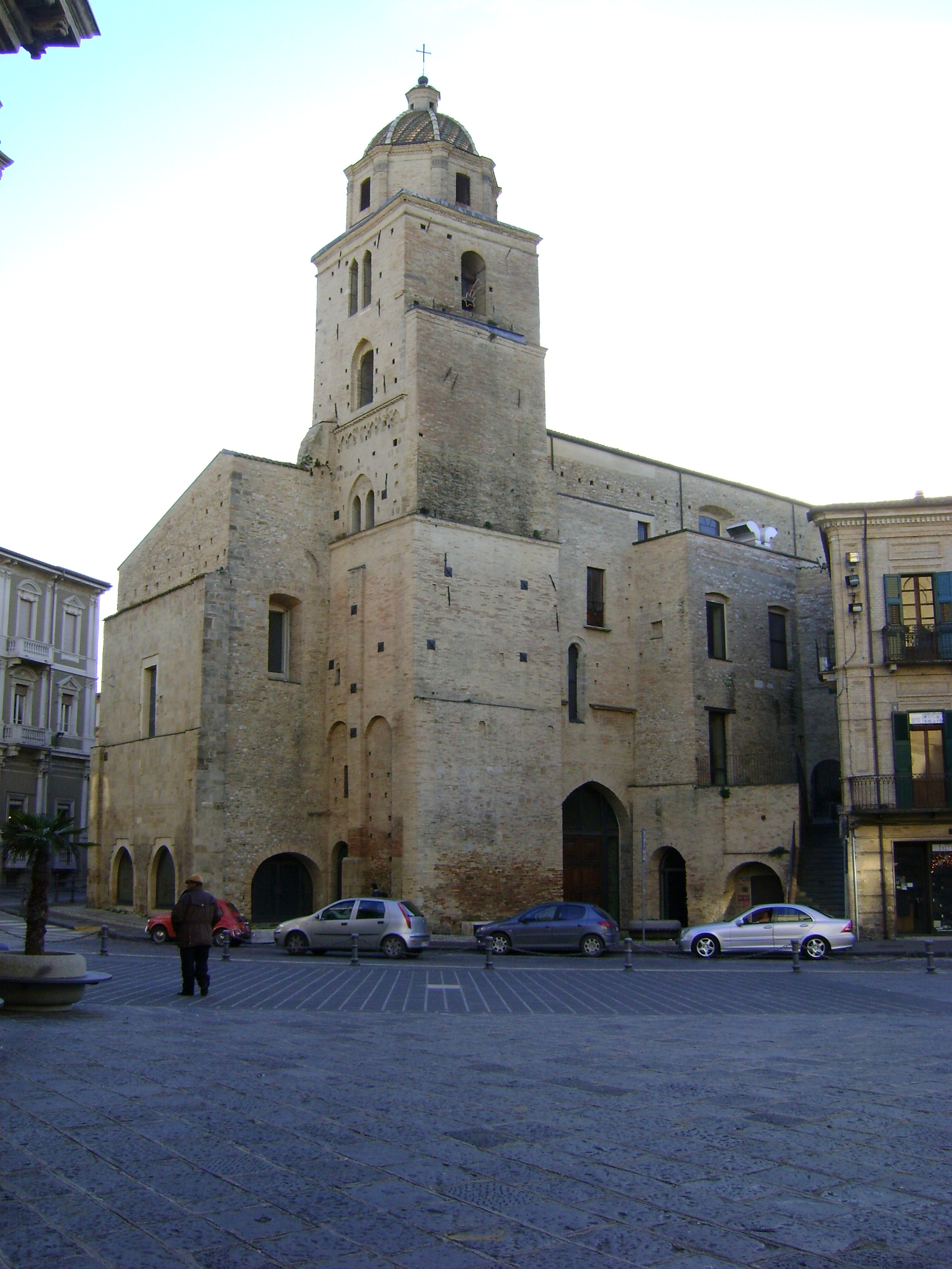
Die Kirche San Francesco an der Piazza Plebiscito in Lanciano, in der sich die Verehrungsstätte des eucharistischen Wunders (Santuario del Miracolo Eucaristico) befindet.

Das legendarische Ereignis wird erstmals in einem Dokument aus dem Jahr 1631 beschrieben, das im Auftrag des Erzbischofs Andrea Gervasio von einem Domherrn namens Croce verfasst wurde. Es erklärt den Ursprung der in Lanciano aufbewahrten Reliquie mit einem eucharistischen Wunder, das im 8. Jahrhundert einem griechischen Basilianermönch widerfahren sein soll.
An einem nicht näher bestimmten Tag „um die Siebenhunderterjahre“ soll sich das Wunder während der morgendlichen Feier der Heiligen Messe in der Klosterkirche des hl. Longinus ereignet haben. Der Mönch, der an der Realpräsenz Christi in den eucharistischen Gestalten von Brot und Wein zweifelte, soll der Überlieferung zufolge während der Wandlung die sichtbare Umwandlung von Brot und Wein in wirkliches Fleisch und Blut bemerkt haben: Während der Wandlungsworte habe sich die Hostie in menschliches Fleisch und der Messwein in menschliches Blut verwandelt.
Vermutungen, wonach es sich bei dem Mönch um einen während des Bilderstreits nach Italien geflohenen Griechen handeln könnte, wurden zur Datierung des Ereignisses (meist ist von den Jahren zwischen 730 und 750 die Rede) herangezogen, lassen sich aber nicht belegen. Das Gleiche gilt für Überlegungen, mit denen die Tatsache zu erklären versucht wird, dass ein griechischer Mönch im lateinischen Ritus die Messe gefeiert und eine Oblatenhostie verwendet haben soll, was den griechischen liturgischen Gepflogenheiten widerspräche und für diese Zeit auch in der lateinischen Liturgie noch nicht nachweisbar ist. Bei der in Lanciano verehrten Hostienreliquie handelt es sich der äußeren Form nach um eine typische hostia magna (ungesäuerte Priesterhostie) des mittelalterlichen lateinischen Ritus, wie sie sich ab dem 9. Jahrhundert in der Westkirche verbreitete; als früheste Zeugen gelten Alkuin (735–804) und Rabanus Maurus (780–856). Gewöhnlich wird als der Zeitraum, in dem sich derartige Hostien aus ungesäuertem Brotteig im lateinischen Bereich allgemein durchsetzten, erst das 12. Jahrhundert angegeben. Einige Autoren gehen für die Zeit des Wunders von einem Nebeneinander des lateinischen und griechischen Messritus in Italien aus und spekulieren, der Basilianermönch habe die Messe im lateinischen Ritus feiern müssen und gerade deswegen gezweifelt, ob die reale Gegenwart Christi im Sakrament auch mit ungesäuertem Brot zustandekomme.
Den theologischen Hintergrund für die Deutung des Wunderberichts stellt die von der römisch-katholischen Kirche seit dem 13. Jahrhundert vertretene Transsubstantiationslehre dar, wonach Brot und Wein bei den Wandlungsworten des Priesters „substanziell“ in den Leib und das Blut Jesu Christi gewandelt werden. Diskussionen und Kontroversen um die Art und Weise der Gegenwart Christi im Altarsakrament entstanden in der Karolingerzeit zuerst in Frankreich im 9. Jahrhundert; in diesem Zusammenhang sind auch frühe Berichte von Eucharistiewundern überliefert. Ob und seit wann im Frühmittelalter unter westlichen Theologen bereits die Vorstellung herrschte, die entscheidende Konsekration von Brot und Wein erfolge durch die Wandlungsworte (Verba Testamenti), ist unter Theologiehistorikern umstritten. Der ostkirchlichen Liturgie ist diese Vorstellung bis heute fremd.
Die Bezeichnung des Mönchs als „Basilianer“ ist ahistorisch, da es zur angenommenen Zeit keinen Basilianerorden gab. Dieser wurde erst 1579 von Papst Gregor XIII. gegründet. Allerdings wurden griechische Mönche in Italien schon etwa seit dem 13. Jahrhundert ausgehend von Sizilien umgangssprachlich gern als „Basilianer“ bezeichnet. Im letzten Drittel des 16. Jahrhunderts, also zu der Zeit, als das Ereignis von Lanciano bekannt gemacht und dokumentiert wurde, gab es auch tatsächlich kirchenpolitische Diskussionen um die Rituszugehörigkeit und den Rituswechsel griechisch-katholischer Mönche der Basilianerkongregation in Süditalien.
1636 wurde in der Franziskanerkirche ein Epitaph errichtet, auf dem das Ereignis in groben Zügen nacherzählt und der damalige Zustand der Reliquien beschrieben wird.

## Untersuchungen

Franziskanische Symbole: die Conformitas (gekreuzte Arme); der sechsflügelige Seraph; die fünf Wundmale; das Jerusalemkreuz. Die Male der Stigmatisation erinnern an die fünf Blutklümpchen aus Lanciano.

Erstmals soll das Material, das aus einem Hostienrest und fünf Blutklümpchen besteht, im Jahr 1574 durch Erzbischof Gaspare Rodriguez untersucht worden sein. Dieser soll festgestellt haben, dass das Gesamtgewicht der fünf Klümpchen dem Gewicht eines jeden einzelnen Klümpchens genau entspricht, weshalb er anerkannte, dass es sich bei den Blutklumpen um wundersames Material handeln müsse. Von diesem Phänomen ist ausschließlich auf dem 1636 errichteten Epitaph die Rede. Spätere Experimente konnten die angebliche Beobachtung nicht bestätigen.
Weitere Untersuchungen fanden in den Jahren 1637, 1770, 1886 und 1970 statt. Anfang der 1970er Jahre wurden Proben des Materials von mehreren, zum Teil unabhängigen Stellen untersucht, wobei sich der Dokumentation der Wallfahrtsstätte zufolge herausgestellt habe, dass es sich tatsächlich um menschliches Blut sowie nicht künstlich mumifiziertes Fleisch handelt. Der vermeintliche Hostienrest soll dabei als eine Scheibe menschlichen Herzgewebes identifiziert worden sein, die zu ungeklärter Zeit mit Zwecknägeln auf einem Holzbrett befestigt wurde.

## Verehrung
Das eucharistische Wunder von Lanciano wird von den Anhängern entsprechend der Legende in die erste Hälfte des 8. Jahrhunderts datiert und deshalb manchmal (anstelle des sonst einschlägigen Wunders von Bolsena aus 1263) als das erste derartige Wunder in der Kirchengeschichte angesprochen. Der erste bezeugte Aufbewahrungsort der Hostienreliquie war ein Seitenaltar im Chorbereich der Franziskuskirche rechts neben dem Hauptaltar. Dort sollen die Brüder die Reliquie nach dem Türkenüberfall von 1566 deponiert haben. Seit 1636 wurden die Reliquien in einem bis heute erhaltenen eisernen Sakramentshaus in einer Seitenkapelle verwahrt, wo sich auch das im gleichen Jahr errichtete Epitaph befindet. Im Jahr 1700 wurde die Ausstattung der Kirche barockisiert. Seit 1902 ist das Santuario Eucaristico, der Verehrungsort des Wunders, in den Marmoraltar der Kirche integriert. Die Reliquien werden in Ostensorien in einem eigenen Sakramentshäuschen über dem eigentlichen Tabernakel auf dem Hochaltar der Kirche ausgestellt und sind zusätzlich über ein Treppenpodest aus Marmor hinter dem Altar für die Verehrung der Gläubigen zugänglich. Die Hostie ist in einer wertvollen Monstranz eingeschlossen, unter der eine versiegelte gläserne Schale die Blutkügelchen enthält. Dieses Reliquiar stammt aus dem Jahr 1913 und löste das aus dem Jahr 1713 stammende erste Glasgefäß ab.
Auf Bitte des Erzbischofs Petrarca gewährte Papst Leo XIII. Pilgern, die das Heiligtum in den acht Tagen vor dem jährlichen Fest am letzten Sonntag im Oktober besuchen, im Jahr 1887 für alle Zeiten einen Plenarablass.
Das Sanktuarium erlangte erst seit den von einigen Anhängern als „Echtheitsbeweis“ aufgefassten histologischen Untersuchungen des Materials in den 1970er Jahren überregionale Beachtung, die besonders in die USA ausstrahlte. Anders als das nur wenige Kilometer entfernt gezeigte Volto Santo in Manoppello hat bisher kein amtierender Papst die Franziskanerkirche in Lanciano besucht. Allerdings besuchte am 3. November 1974 der damalige Erzbischof von Krakau Karol Kardinal Wojtyła das Heiligtum in Lanciano, der vier Jahre später als Johannes Paul II. den Papststuhl bestieg. Ihm wird von einzelnen Autoren eine spezielle persönliche Verbindung zu der eucharistischen Blutreliquie nachgesagt. Im Jahr 2005 besuchte der damalige Kardinalstaatssekretär Angelo Sodano die Wallfahrtsstätte.